# José María Igartua
José María Igartua Mendizábal (født 6. marts 1950 i Elorrio, Spanien) er en spansk tidligere fodboldspiller (forsvarer). Han repræsenterede henholdsvis Athletic Bilbao, Celta Vigo og Alavés, og vandt to udgaver af Copa del Generalísimo med Athletic.
Igartua nåede aldrig at repræsentere Spaniens A-landshold, men var med på ungdomslandsholdet der deltog ved OL 1968 i Mexico City.

## Titler
Copa del Generalísimo
- 1969 og 1973 med Athletic Bilbao